# 대한민국의 리 목록 (차)
다음은 대한민국의 리 목록이다. 이 목록은 법정리 기준으로만 작성되었다.

## 차
| 리명     | 소재지 |
| -------- | --- |
| 차리     | 울산광역시 울주군 두서면 충청남도 서산시 인지면 전라남도 화순군 청풍면 |
| 차곡리   | 충청북도 음성군 생극면 |
| 차구리   | 강원특별자치도 삼척시 도계읍 |
| 차당리   | 경상북도 영천시 고경면 |
| 차동리   | 충청남도 예산군 신양면 전라남도 고흥군 포두면 |
| 차면리   | 경상남도 남해군 고현면 |
| 차사리   | 전라남도 광양시 진월면 |
| 차산리   | 경기도 남양주시 화도읍 경상북도 청도군 풍각면 경상남도 남해군 남해읍 |
| 차우리   | 전라남도 완도군 금당면 |
| 차정리   | 충청북도 보은군 수한면 |
| 차탄리   | 경기도 연천군 연천읍 경상남도 산청군 산청읍 |
| 차평리   | 충청북도 음성군 생극면 |
| 차항리   | 강원특별자치도 평창군 대관령면 |
| 창리     | 대구광역시 달성군 구지면 인천광역시 강화군 선원면 경기도 용인시 처인구 남사읍 충청북도 보은군 내북면 충청북도 청주시 청원구 오창읍 충청남도 당진시 우강면 충청남도 서산시 부석면 강원특별자치도 양구군 국토정중앙면 강원특별자치도 양양군 현남면 강원특별자치도 평창군 미탄면 전북특별자치도 익산시 용안면 전라남도 해남군 삼산면                  |
| 창곡리   | 경기도 화성시 팔탄면 |
| 창구리   | 경상북도 문경시 산북면 |
| 창기리   | 충청남도 태안군 안면읍 |
| 창길리   | 경상북도 의성군 안평면 |
| 창내리   | 경기도 평택시 오성면 |
| 창녕리   | 전라남도 순천시 낙안면 |
| 창대리   | 경기도 양평군 양평읍 |
| 창덕리   | 전북특별자치도 순창군 팔덕면 |
| 창동리   | 강원특별자치도 평창군 봉평면 충청북도 증평군 증평읍 충청북도 충주시 중앙탑면 충청남도 보령시 남포면 전북특별자치도 정읍시 이평면 |
| 창락리   | 경상북도 영주시 풍기읍 |
| 창랑리   | 전라남도 화순군 이서면 |
| 창림리   | 경상북도 구미시 해평면 |
| 창마리   | 전라남도 신안군 안좌면 |
| 창만리   | 경기도 파주시 광탄면 |
| 창매리   | 전라남도 무안군 해제면 |
| 창무리   | 전라남도 여수시 화양면 |
| 창봉리   | 강원특별자치도 횡성군 공근면 |
| 창북리   | 전북특별자치도 부안군 계화면 |
| 창산리   | 충청북도 괴산군 불정면 전북특별자치도 남원시 금지면 경상남도 창녕군 대지면 |
| 창상리   | 경상북도 영천시 고경면 |
| 창선리   | 경상남도 거창군 북상면 |
| 창선1리  | 충청남도 서천군 장항읍 |
| 창선2리  | 충청남도 서천군 장항읍 |
| 창소리   | 충청남도 예산군 예산읍 |
| 창수리   | 경상북도 영덕군 창수면 |
| 창신리   | 전북특별자치도 순창군 유등면 |
| 창암리   | 충청남도 보령시 주산면 충청남도 아산시 신창면 |
| 창양리   | 경상북도 청송군 현동면 |
| 창오리   | 전북특별자치도 군산시 성산면 |
| 창외리   | 충청남도 서천군 화양면 |
| 창용리   | 충청남도 아산시 영인면 |
| 창원리   | 강원특별자치도 영월군 남면 경상남도 함양군 마천면 |
| 창유리   | 전라남도 진도군 조도면 |
| 창의리   | 경기도 가평군 설악면 |
| 창인리   | 전북특별자치도 임실군 신평면 |
| 창전리   | 충청북도 충주시 주덕읍 |
| 창정리   | 충청남도 예산군 삽교읍 전라남도 곡성군 입면 |
| 창제리   | 전북특별자치도 김제시 광활면 |
| 창좌리   | 경상남도 통영시 한산면 |
| 창지리   | 경상북도 포항시 남구 장기면 |
| 창천리   | 경상북도 성주군 가천면 제주특별자치도 서귀포시 안덕면 |
| 창촌리   | 강원특별자치도 춘천시 남산면 강원특별자치도 홍천군 내면 강원특별자치도 횡성군 서원면 전라남도 순천시 주암면 경상남도 산청군 단성면 경상남도 진주시 수곡면 경상남도 진주시 일반성면 |
| 창평리   | 대구광역시 군위군 부계면 충청남도 금산군 부리면 전북특별자치도 익산시 춘포면 전라남도 담양군 창평면 경상북도 봉화군 봉성면 경상북도 칠곡군 지천면 경상남도 함양군 지곡면 |
| 창포리   | 전라남도 진도군 의신면 경상북도 영덕군 영덕읍 경상남도 창원시 마산합포구 진전면 |
| 창하리   | 경상북도 영천시 고경면 |
| 창현리   | 경기도 남양주시 화도읍 |
| 창호리   | 경상남도 거제시 사등면 |
| 창후리   | 인천광역시 강화군 하점면 |
| 채광리   | 충청남도 논산시 양촌면 |
| 채산리   | 충청남도 논산시 강경읍 |
| 채신언리 | 충청남도 아산시 선장면 |
| 채운리   | 충청남도 논산시 강경읍 |
| 채지리   | 전라남도 영암군 미암면 |
| 처리     | 경기도 여주시 점동면 |
| 처용리   | 울산광역시 울주군 온산읍 |
| 척곡리   | 경상북도 봉화군 법전면 |
| 척과리   | 울산광역시 울주군 범서읍 |
| 척동리   | 경상북도 상주시 함창읍 |
| 척령리   | 전라남도 보성군 벌교읍 |
| 척문리   | 전북특별자치도 남원시 이백면 |
| 척번정리 | 경상남도 고성군 상리면 |
| 척북리   | 충청북도 청주시 서원구 남이면 |
| 척산리   | 충청북도 청주시 서원구 남이면 경상북도 울진군 기성면 |
| 척정리   | 경상남도 고성군 대가면 |
| 척지리   | 경상남도 산청군 산청읍 |
| 척천리   | 강원특별자치도 평창군 진부면 |
| 척치리   | 전라남도 완도군 금일읍 |
| 천리     | 경기도 용인시 처인구 이동읍 |
| 천곡리   | 경상남도 거제시 연초면 경상남도 김해시 주촌면 경상남도 의령군 대의면 경상남도 진주시 진성면 |
| 천기리   | 강원특별자치도 삼척시 미로면 |
| 천남리   | 경기도 여주시 대신면 강원특별자치도 강릉시 옥계면 충청북도 보은군 삼승면 |
| 천내리   | 대구광역시 달성군 화원읍 충청남도 금산군 제원면 충청남도 청양군 청남면 |
| 천담리   | 전라북도 임실군 덕치면 |
| 천당리   | 충청남도 부여군 충화면 |
| 천덕리   | 전라남도 화순군 능주면 전라남도 화순군 동면 |
| 천도리   | 강원특별자치도 인제군 서화면 |
| 천동리   | 강원특별자치도 평창군 평창읍 충청북도 단양군 단양읍 충청남도 논산시 광석면 전북특별자치도 익산시 춘포면 |
| 천등리   | 경기도 화성시 송산면 |
| 천락리   | 경상남도 의령군 봉수면 |
| 천마리   | 전라남도 영광군 백수읍 |
| 천미리   | 강원특별자치도 양구군 방산면 |
| 천변리   | 강원특별자치도 평창군 평창읍 전라남도 담양군 담양읍 전라남도 화순군 동복면 |
| 천보리   | 충청남도 부여군 내산면 |
| 천본리   | 경상북도 영주시 평은면 |
| 천부리   | 경상북도 울릉군 북면 |
| 천상리   | 울산광역시 울주군 범서읍 |
| 천서리   | 경기도 여주시 대신면 전라북도 익산시 춘포면 |
| 천안리   | 경기도 가평군 설악면 |
| 천암리   | 전라남도 화순군 도곡면 |
| 천원리   | 전북특별자치도 정읍시 입암면 |
| 천을리   | 충청남도 금산군 군북면 |
| 천의리   | 충청남도 당진시 정미면 |
| 천작리   | 충청북도 영동군 용산면 |
| 천장리   | 충청남도 청양군 정산면 전라남도 무안군 해제면 |
| 천전리   | 울산광역시 울주군 두동면 울산광역시 울주군 상북면 강원특별자치도 춘천시 신북읍 경상북도 안동시 예안면 경상북도 안동시 임하면 경상북도 영덕군 영덕읍 |
| 천정리   | 충청남도 천안시 동남구 목천읍 전라남도 영광군 백수읍 |
| 천지리   | 경상북도 안동시 길안면 |
| 천진리   | 강원특별자치도 고성군 토성면 제주특별자치도 제주시 우도면 |
| 천천리   | 경기도 화성시 매송면 경상북도 청송군 현서면 |
| 천촌리   | 경상북도 경주시 서면 |
| 천태리   | 충청남도 홍성군 장곡면 전라남도 화순군 도암면 |
| 천평리   | 강원특별자치도 영월군 상동읍 충청북도 음성군 삼성면 경상북도 칠곡군 가산면 경상남도 산청군 시천면 |
| 천포리   | 강원특별자치도 정선군 신동읍 전라남도 보성군 회천면 경상북도 경주시 건천읍 |
| 천학리   | 전라남도 고흥군 점암면 |
| 천향리   | 경상북도 예천군 감천면 |
| 천현리   | 강원특별자치도 홍천군 두촌면 |
| 천호리   | 충청남도 논산시 연산면 |
| 천흥리   | 충청남도 천안시 서북구 성거읍 |
| 철목리   | 전북특별자치도 무주군 무풍면 |
| 철산리   | 인천광역시 강화군 양사면 |
| 철수리   | 경상남도 산청군 차황면 |
| 철정리   | 강원특별자치도 홍천군 두촌면 |
| 철천리   | 전라남도 나주시 봉황면 |
| 철통리   | 강원특별자치도 고성군 현내면 |
| 철파리   | 경상북도 의성군 의성읍 |
| 청리     | 강원특별자치도 양구군 국토정중앙면 |
| 청간리   | 강원특별자치도 고성군 토성면 |
| 청강리   | 부산광역시 기장군 기장읍 |
| 청계리   | 경기도 양평군 양서면 전북특별자치도 남원시 아영면 전북특별자치도 순창군 팔덕면 전북특별자치도 임실군 청웅면 전라남도 곡성군 삼기면 전라남도 무안군 청계면 전라남도 완도군 청산면 경상북도 포항시 북구 청하면 경상남도 산청군 단성면 경상남도 의령군 봉수면 경상남도 함안군 칠서면 경상남도 합천군 야로면                                           |
| 청곡리   | 강원특별자치도 양양군 양양읍 강원특별자치도 횡성군 공근면 경상북도 예천군 풍양면 경상남도 거제시 사등면 |
| 청광리   | 부산광역시 기장군 일광읍 충청남도 홍성군 구항면 경상남도 고성군 개천면 |
| 청구리   | 경상북도 영주시 순흥면 |
| 청궁리   | 전라남도 화순군 동면 |
| 청금리   | 충청남도 당진시 송악읍 |
| 청기리   | 경상북도 영양군 청기면 |
| 청남리   | 충청남도 부여군 충화면 |
| 청단리   | 전라남도 곡성군 오산면 |
| 청담리   | 경상북도 진주시 지수면 |
| 청도리   | 전라북도 김제시 금산면 |
| 청동리   | 충청남도 논산시 연산면 |
| 청등도리 | 전라남도 진도군 조도면 |
| 청라리   | 세종특별자치시 연서면 |
| 청람리   | 세종특별자치시 전동면 |
| 청량리   | 강원특별자치도 홍천군 서석면 전북특별자치도 무주군 설천면 전북특별자치도 정읍시 이평면 |
| 청령리   | 경상북도 경주시 안강읍 |
| 청로리   | 경상북도 의성군 금성면 |
| 청룡리   | 충청남도 공주시 의당면 경상남도 하동군 옥종면 |
| 청림리   | 전라북도 부안군 상서면 |
| 청마리   | 충청북도 옥천군 동이면 |
| 청복리   | 경상북도 예천군 예천읍 |
| 청산리   | 충청남도 태안군 원북면 경상북도 의성군 구천면 |
| 청상리   | 경상북도 상주시 청리면 |
| 청소리   | 충청남도 청양군 청남면 전라남도 순천시 서면 |
| 청송리   | 충청남도 부여군 세도면 세종특별자치시 전동면 전라남도 고흥군 동강면 전라남도 나주시 반남면 |
| 청수리   | 충청남도 청양군 청양읍 전라남도 무안군 청계면 경상남도 거창군 신원면 제주특별자치도 제주시 한경면 |
| 청신리   | 전라남도 해남군 옥천면 |
| 청안리   | 경기도 여주시 점동면 |
| 청암리   | 전라남도 광양시 진상면 경상남도 창녕군 부곡면 |
| 청양리   | 강원특별자치도 철원군 김화읍 |
| 청요리   | 경기도 화성시 비봉면 |
| 청용리   | 경기도 안성시 서운면 강원특별자치도 횡성군 횡성읍 충청북도 괴산군 청안면 충청북도 음성군 삼성면 충청북도 청주시 상당구 가덕면 전북특별자치도 순창군 금과면 전라남도 무안군 몽탄면 전라남도 영암군 금정면 전라남도 영암군 서호면 전라남도 완도군 고금면 전라남도 장흥군 장평면 전라남도 진도군 의신면 전라남도 해남군 화원면 전라남도 화순군 청풍면 |
| 청운리   | 전북특별자치도 김제시 금구면 전북특별자치도 임실군 운암면 경상북도 예천군 풍양면 경상북도 의성군 신평면 경상북도 청송군 청송읍 경상남도 밀양시 부북면 |
| 청원리   | 경기도 화성시 마도면 경상남도 진주시 지수면 |
| 청정리   | 충청북도 옥천군 안남면 전라남도 나주시 다시면 경상북도 영천시 고경면 |
| 청진리   | 경상북도 포항시 북구 청하면 |
| 청천리   | 충청북도 괴산군 청천면 전북특별자치도 정읍시 신태인읍 전라남도 무안군 청계면 경상북도 경산시 하양읍 경상남도 김해시 진례면 |
| 청평리   | 경기도 가평군 청평면 강원특별자치도 춘천시 북산면 |
| 청포리   | 충청남도 부여군 세도면 |
| 청하리   | 경상북도 상주시 청리면 |
| 청학리   | 경기도 남양주시 별내면 경상남도 밀양시 삼랑진읍 |
| 청현리   | 경상남도 산청군 신안면 경상남도 합천군 가야면 |
| 청호리   | 경기도 평택시 진위면 전북특별자치도 부안군 하서면 전라남도 무안군 일로읍 |
| 청화리   | 충청북도 영동군 용산면 |
| 청흥리   | 충청남도 공주시 신풍면 |
| 초리     | 경기도 파주시 진동면 전북특별자치도 남원시 수지면 |
| 초가팔리 | 경기도 포천시 소흘읍 |
| 초강리   | 충청북도 영동군 심천면 전북특별자치도 정읍시 정우면 |
| 초계리   | 강원특별자치도 고성군 거진읍 경상남도 합천군 초계면 |
| 초곡리   | 대구광역시 달성군 유가읍 강원특별자치도 삼척시 근덕면 전라남도 순천시 상사면 경상북도 구미시 옥성면 경상북도 김천시 남면 경상북도 포항시 북구 흥해읍 경상남도 창녕군 이방면 경상남도 창녕군 장마면 경상남도 합천군 청덕면 |
| 초과리   | 경기도 포천시 관인면 |
| 초남리   | 전라남도 광양시 광양읍 |
| 초내리   | 전라북도 고창군 고수면 |
| 초당리   | 전라남도 보성군 미력면 |
| 초대리   | 충청남도 당진시 신평면 |
| 초도리   | 강원특별자치도 고성군 현내면 전라남도 여수시 삼산면 |
| 초동리   | 경상남도 함양군 안의면 |
| 초락도리 | 충청남도 당진시 석문면 |
| 초량리   | 경상남도 사천시 곤명면 |
| 초록리   | 충청남도 서산시 고북면 |
| 초방리   | 전라남도 화순군 이양면 |
| 초봉리   | 충청남도 공주시 이인면 |
| 초부리   | 경기도 용인시 처인구 모현읍 |
| 초사리   | 전라남도 진도군 의신면 |
| 초산리   | 경상남도 양산시 하북면 |
| 초성리   | 경기도 연천군 청산면 |
| 초송리   | 전라남도 해남군 산이면 |
| 초오리   | 경상북도 상주시 공성면 |
| 초왕리   | 충청남도 부여군 양화면 |
| 초원리   | 강원특별자치도 횡성군 공근면 |
| 초원지리 | 경기도 김포시 대곶면 |
| 초음리   | 경상남도 남해군 이동면 |
| 초일리   | 경상북도 영천시 고경면 |
| 초적리   | 경상북도 예천군 유천면 |
| 초전리   | 경상북도 의성군 금성면 경상남도 김해시 진례면 경상남도 사천시 사남면 |
| 초정리   | 충청북도 청주시 청원구 내수읍 경상남도 김해시 대동면 |
| 초중리   | 충청북도 증평군 증평읍 |
| 초지리   | 인천광역시 강화군 길상면 경기도 이천시 대월면 |
| 초천리   | 울산광역시 울주군 웅촌면 충청북도 음성군 음성읍 |
| 초촌리   | 전북특별자치도 남원시 이백면 |
| 초포리   | 전라남도 함평군 나산면 |
| 초항리   | 경상북도 예천군 효자면 |
| 초현리   | 경기도 여주시 대신면 강원특별자치도 횡성군 청일면 충청남도 금산군 남일면 충청남도 서천군 시초면 경상북도 청도군 청도읍 |
| 초호리   | 전라남도 해남군 현산면 |
| 촌곡리   | 전라남도 나주시 금천면 |
| 총곡리   | 경기도 이천시 율면 |
| 추계리   | 경기도 용인시 처인구 양지면 충청남도 공주시 유구읍 경상남도 고성군 영현면 |
| 추곡리   | 경기도 광주시 도척면 경기도 안성시 양성면 강원특별자치도 춘천시 남면 강원특별자치도 춘천시 북산면 경상남도 창원시 마산합포구 진북면 |
| 추광리   | 충청남도 청양군 운곡면 |
| 추도리   | 경상남도 통영시 산양읍 |
| 추동리   | 경기도 포천시 창수면 강원특별자치도 삼척시 하장면 강원특별자치도 횡성군 갑천면 강원특별자치도 횡성군 횡성읍 충청남도 서천군 화양면 전라남도 보성군 벌교읍 |
| 추량리   | 경상북도 김천시 대덕면 |
| 추목리   | 경상북도 안동시 임하면 |
| 추봉리   | 경상남도 통영시 한산면 |
| 추산리   | 충청북도 괴산군 불정면 전라남도 광양시 옥룡면 경상남도 의령군 대의면 |
| 추성리   | 전라남도 담양군 용면 경상남도 함양군 마천면 |
| 추소리   | 충청북도 옥천군 군북면 |
| 추암리   | 전라남도 장성군 서삼면 |
| 추양리   | 충청남도 부여군 초촌면 |
| 추전리   | 강원특별자치도 춘천시 북산면 |
| 추점리   | 충청북도 괴산군 장연면 |
| 추정리   | 충청북도 청주시 상당구 낭성면 충청남도 금산군 추부면 |
| 추천리   | 경상남도 사천시 곤명면 |
| 추팔리   | 경기도 평택시 팽성읍 |
| 추평리   | 충청북도 충주시 엄정면 |
| 추풍령리 | 충청북도 영동군 추풍령면 |
| 추학리   | 충청북도 청주시 청원구 북이면 |
| 추현리   | 경상북도 청송군 진보면 |
| 축내리   | 전라남도 보성군 조성면 전라남도 장흥군 장평면 전라남도 장흥군 장흥읍 |
| 축동리   | 충청남도 서천군 한산면 전북특별자치도 군산시 서수면 전라남도 영광군 염산면 |
| 축산리   | 세종특별자치시 금남면 전북특별자치도 군산시 임피면 경상북도 영덕군 축산면 |
| 축지리   | 경상남도 하동군 악양면 |
| 축현리   | 경기도 파주시 탄현면 전북특별자치도 정읍시 칠보면 |
| 춘곡리   | 경상남도 함안군 가야읍 |
| 춘당리   | 강원특별자치도 횡성군 청일면 |
| 춘동리   | 전라남도 영암군 미암면 |
| 춘산리   | 대구광역시 군위군 부계면 전북특별자치도 고창군 대산면 전북특별자치도 완주군 화산면 |
| 춘송리   | 전북특별자치도 장수군 천천면 |
| 춘암리   | 경상남도 고성군 하일면 |
| 춘양리   | 전라남도 영암군 영암읍 |
| 춘전리   | 전라남도 강진군 강진읍 경상남도 거창군 남상면 |
| 춘포리   | 전북특별자치도 익산시 춘포면 |
| 춘화리   | 경상남도 밀양시 부북면 |
| 출강리   | 울산광역시 울주군 삼동면 |
| 출포리   | 충청남도 당진시 대호지면 |
| 충리     | 전라남도 해남군 삼산면 |
| 충곡리   | 충청남도 논산시 부적면 |
| 충도리   | 충청북도 음성군 소이면 전라남도 완도군 노화읍 |
| 충동리   | 전라남도 완도군 금일읍 |
| 충열리   | 전라남도 장흥군 장흥읍 |
| 충평리   | 전라남도 해남군 문내면 |
| 충효리   | 경상북도 영천시 자양면 |
| 취곡리   | 경상북도 성주군 선남면 |
| 취병리   | 강원특별자치도 원주시 문막읍 |
| 취생리   | 충청남도 홍성군 갈산면 |
| 취암리   | 전북특별자치도 남원시 인월면 |
| 취적리   | 전라남도 여수시 율촌면 |
| 취평리   | 충청남도 서산시 부석면 |
| 치도리   | 전북특별자치도 부안군 위도면 |
| 치룡리   | 전북특별자치도 고창군 흥덕면 |
| 치산리   | 경상북도 영천시 신녕면 |
| 치선리   | 경상북도 의성군 의성읍 |
| 치인리   | 경상남도 합천군 가야면 |
| 치일리   | 경상북도 영천시 청통면 |
| 치하리   | 전라남도 해남군 화원면 |
| 칠곡리   | 경기도 안성시 원곡면 경기도 화성시 송산면 전라남도 영광군 홍농읍 경상북도 청도군 이서면 경상남도 의령군 유곡면 |
| 칠동리   | 전라남도 보성군 벌교읍 |
| 칠목리   | 전북특별자치도 익산시 용안면 |
| 칠봉리   | 전라남도 곡성군 겸면 경상북도 성주군 대가면 |
| 칠산리   | 충청남도 부여군 임천면 |
| 칠석리   | 전북특별자치도 정읍시 옹동면 |
| 칠선리   | 경상북도 성주군 초전면 |
| 칠성리   | 전라남도 광양시 광양읍 경상북도 영덕군 축산면 경상북도 영양군 일월면 경상북도 청도군 각남면 |
| 칠암리   | 부산광역시 기장군 일광읍 전라북도 고창군 공음면 |
| 칠엽리   | 경상북도 청도군 이서면 |
| 칠음리   | 전라남도 보성군 율어면 |
| 칠장리   | 경기도 안성시 죽산면 |
| 칠전리   | 강원특별자치도 양구군 방산면 충청남도 서산시 부석면 전라남도 진도군 의신면 경상북도 영천시 고경면 |
| 칠정리   | 전라남도 화순군 동복면 |
| 칠지리   | 충청남도 서천군 비인면 |
| 칠포리   | 경상북도 포항시 북구 흥해읍 |
| 칠현리   | 경상남도 창녕군 남지읍 |
| 침계리   | 전라남도 진도군 의신면 |
| 침곡리   | 전북특별자치도 장수군 계남면 전라남도 곡성군 오곡면 경상북도 포항시 북구 죽장면 |
| 침교리   | 강원특별자치도 양양군 강현면 전라남도 고흥군 남양면 |
| 침산리   | 세종특별자치시 조치원읍 |
| 침점리   | 경상남도 고성군 영현면 |

## 같이 보기
- 대한민국의 행정 구역 목록